# Bradysia rubrascuta
Bradysia rubrascuta är en tvåvingeart som beskrevs av Werner Mohrig och Boris Mamaev 1982. Bradysia rubrascuta ingår i släktet Bradysia och familjen sorgmyggor. Inga underarter finns listade i Catalogue of Life.